# 사이언스 파크

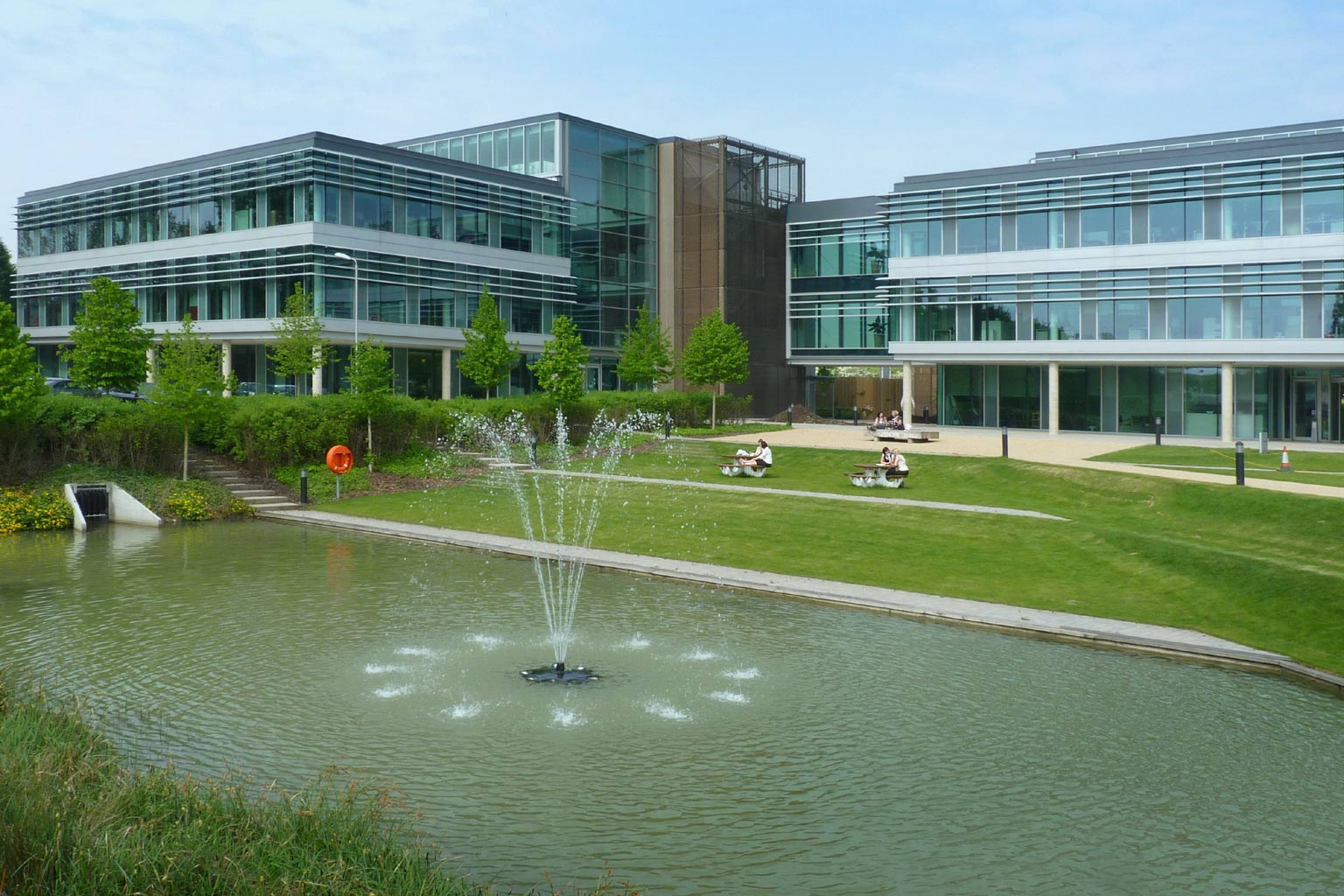
케임브리지 사이언스 파크 (잉글랜드)

사이언스 파크(영어: science park)는 연구기관이 모여있는 지역의 총칭이다.
테크노폴리스(technopolis), 기술도시라고도 한다. 근래 들어 지방에서 성장하고 있는 산업과 관련된 산업기술의 연구를 위하여 그 지역 내부나 인근의 교육·문화·복리 후생 등 생활여건이 대도시와 다름없고, 환경이 쾌적한 기술 중심의 도시이다. 전국적으로 기술도시가 확산되면 지방산업이 육성되어 지방도시의 독자적인 균형발전이 가능해진다. 또 첨단기술산업 인력이 유입되므로 인구분산이 가능해진다. 일본의 쓰쿠바 연구학원도시, 미국의 실리콘밸리, 프랑스의 소피안디폴리스 등이 대표적인 기술도시이며 대한민국에도 최초의 기술도시로 대덕 연구단지가 있다.

## 같이 보기
- 비즈니스 인큐베이터